# Frederick Valentine Atkinson
Frederick Valentine Atkinson (* 25. Januar 1916 in Pinner (London Middlesex); † 13. November 2002 in Toronto, Kanada) war ein britischer Mathematiker.

## Leben
F. V. Atkinson begann 1934 das Mathematikstudium am Queen’s College in Oxford. 1939 wurde er bei Edward Charles Titchmarsh mit einer Arbeit über Mittelwertsätze der riemannschen Zeta-Funktion promoviert. Anschließend erhielt er ein Stipendium, das er 1940 aber aufgab, um als Kryptoanalytiker Kriegsdienst bei der militärischen Aufklärung zu leisten. So hat er drei Jahre in Indien verbracht, um japanische Codes zu entschlüsseln.
1946 kehrte er nach Oxford zurück und nahm zwei Jahre später ein Angebot der Universität von Ibadan in Nigeria an, um dort einen Lehr- und Forschungsbereich aufzubauen. Über die Station Canberra (Australien), ab 1955, kam er schließlich 1960 an die University of Toronto, wo er sich 1981 zur Ruhe setzte. In den letzten 6 Jahren hat er die dortige mathematische Fakultät geleitet.
F. V. Atkinson wurde 1967 in die Royal Society of Canada und 1975 in die Royal Society of Edinburgh gewählt, von 1989 bis 1991 war er Präsident der Canadian Mathematical Society. 1992 erlitt er einen schweren Schlaganfall, der zu Sprachverlust und Teillähmung führte.
Atkinsons Hauptarbeitsgebiete waren die Zahlentheorie (riemannsche Zeta-Funktion) und Differentialgleichungen (Randwertprobleme). Sein Name ist mit dem Satz von Atkinson über Fredholmoperatoren verbunden.